# 新西蘭岩蝦
新西蘭岩蝦（學名：Metanephrops challengeri），亦作新西蘭龍蝦，是一種在新西蘭周邊海岸棲息的一種纖細、粉紅色的龍蝦物種。本物種一般體長13—18 cm（5—7英寸），重約100 g（3.5 oz）。頭胸甲及腹部平滑，成年後變為白色，但帶有粉紅色及棕色的色斑，還有一對顯眼的細長螯足。新西蘭岩蝦會在多種沉積物中挖洞居住，棲洞位於水深處約140—640米（460—2,100英尺）。這種龍蝦的個體一般可存活15年左右，但豐饒度低，只有少量幼體可以發育至較高階段。
新西蘭岩蝦是羽鼬䲁（Genypterus blacodes）的主要獵物，亦是捕漁業的重要漁獲，以供人類食用：拖網船根據新西蘭的配額管理系統，每年被限制不能捕撈超過1,000 t（2,200,000磅）。
本物種的種小名是紀念1872年–1876年挑戰者號遠征期間發現本物種這件事，但當時本物種未被詳細描述，直到1914被獲Heinrich Balss作為一個相關的物種去描述。新西蘭岩蝦原屬海螯蝦科海螯蝦屬（Nephrops），1972年隨同大多數這個屬的物種一起被重新分類到後海螯蝦屬（Metanephrops）。

## 延伸閱讀
- Bate, Charles Spence. .   [2017-09-13]. （原始内容存档于2016-03-04）.